# Peter Sallis
Peter John Sallis, född 1 februari 1921 i Twickenham i Middlesex, död 2 juni 2017 i London, var en brittisk skådespelare. Sallis blev på senare år känd för att ha gjort rösten till Wallace i filmerna om Wallace och Gromit. 

## Filmografi i urval
- 1956 – Anastasia
- 1959 – Syndabocken
- 1961 – Varulvens förbannelse
- 1963 – Musen på månen
- 1964 – Lek med främling
- 1970 – Skriiik ... och skriiik ... igen!
- 1970 – Blodsmak
- 1970 – Svindlande höjder
- 1973 – Frankenstein: The True Story (TV-film)
- 1973–2010 – Last of the Summer Wine (TV-serie)
- 1976 – The Incredible Sarah
- 1976–1978 – The Ghosts of Motley Hall (TV-serie)
- 1978 – Mysteriet på Clifton House (TV-serie)
- 1978 – Döden i grytan
- 1984–1990 – Det susar i säven (TV-serie) (röst)
- 1989 – Wallace & Gromit: Osten är slut (röst)
- 1993 – Wallace & Gromit: Fel brallor (röst)
- 1995 – Wallace & Gromit: Nära ögat (röst)
- 2001 – The Incredible Adventures of Wallace and Gromit (röst)
- 2002 – Magnifika mackapärer (TV-serie) (röst)
- 2008 – Wallace & Gromit: En strid på liv och bröd (röst)
- 2010 – Wallace and Gromit's World of Invention (TV-serie) (röst)